# Breda spinimanu
Breda spinimanu là một loài nhện trong họ Salticidae.
Loài này thuộc chi Breda. Breda spinimanu được Cândido Firmino de Mello-Leitão miêu tả năm 1941.